# Mistrzostwa Węgier w Skokach Narciarskich 2019 (styczeń)
Mistrzostwa Węgier w Skokach Narciarskich 2019 – rozegrane w kompleksie skoczni Bloudkova velikanka w Planicy 30 stycznia 2019 zawody mające za zadanie wyłonić najlepszych skoczków w kraju.
Rozegrano zawody na skoczni normalnej i dużej, w których zwyciężyli: Flórián Molnár wśród mężczyzn, natomiast wśród kobiet Virág Vörös, którzy byli jedynymi startującymi w swoich kategoriach.

## Wyniki

### Mężczyźni

#### Konkurs indywidualny na skoczni K95
| Miejsce | Zawodnik       | Klub       | Skok 1 | Skok 2 | Punkty |
| ------- | -------------- | ---------- | ------ | ------ | ------ |
| 1.      | Flórián Molnár | Kőszegi SE | 95,0 m | 93,0 m | 215,0  |

#### Konkurs indywidualny na skoczni K125
| Miejsce | Zawodnik       | Klub       | Skok 1  | Skok 2  | Punkty |
| ------- | -------------- | ---------- | ------- | ------- | ------ |
| 1.      | Flórián Molnár | Kőszegi SE | 120,0 m | 123,0 m | 206,4  |

### Kobiety

#### Konkurs indywidualny na skoczni K95
| Miejsce | Zawodniczka | Klub       | Skok 1 | Skok 2 | Punkty |
| ------- | ----------- | ---------- | ------ | ------ | ------ |
| 1.      | Virág Vörös | Kőszegi SE | 80,0 m | 83,0 m | 162,5  |

#### Konkurs indywidualny na skoczni K125
| Miejsce | Zawodniczka | Klub       | Skok 1 | Skok 2  | Punkty |
| ------- | ----------- | ---------- | ------ | ------- | ------ |
| 1.      | Virág Vörös | Kőszegi SE | 95,0 m | 101,0 m | 115,8  |